# Хобовше-при-Старій Оселиці
Хобовше-при-Старій Оселиці (словен. Hobovše pri Stari Oselici) — поселення в общині Гореня вас-Поляне, Горенський регіон, Словенія. Висота над рівнем моря: 560,7 м.